# European Nations Cup
L'European Nations Cup, o ENC, sovint conegut com el Sis Nacions B - és el Campionat d'Europa de nacions dels nivells 2 i 3 de rugbi a XV. El torneig es divideix en 7 divisions, cadascuna representada entre 4 i 6 equips. Les divisions juguen en un cicle de dos anys en format lligueta a doble volta, tant a casa com a fora. Des de 2009, el títol s'assigna de forma anual en funció de la classificació d'aquell any, però el mecanisme de descensos i ascensos es fa de forma biannual. No hi ha cap mecanisme d'ascens i descens amb el Torneig de les Sis Nacions. Des de la Copa del Món de Rugbi de 2007, l'edició prèvia a la Copa del Món de Rugbi serveix com a Fase de classificació per al torneig.

## Història
| Key | Key                        |
| --- | -------------------------- |
|     | Divisió 1A                 |
|     | Divisió 1B                 |
|     | Divisió 2A                 |
|     | Divisió 2B                 |
|     | Divisió 2C                 |
|     | Divisió 2D                 |
|     | Divisió 3A                 |
|     | Torneig de les Sis Nacions |
|     | Altres                     |

Divisions per a la European Nations Cup del bienni 2014-16

El torneig es crea l'any 2000, establint el sistema de divisions i substituint el que seria el seu homòleg fins aleshores que era el torneig FIRA. Romania fou la campiona d'una primera temporada que incloïa el Marroc per raons històriques. L'any 2001, Marroc fou substuïda per Rússia, i Geòrgia guanyaria el títol. Des d'aleshores, les dues potències del segon nivell del rugbi europeu, Geòrgia i Romania han dominat aquesta competició amb l'excepció de la temporada European Nations Cup 2003-04 en què Portugal aconseguiria la victòria.
A partir del bienni European Nations Cup 2010-2012 es va idear un nou sistema estructural de la competició. Les dues primeres divisions (abans 1 i 2A) van ser reanomenades com 1A i 1B, totes dues amb 6 equips (abans eren 6 i 5). Els següents quatre nivells (prèviament 2B, 3A, 3B i 3C) es reconvertiren en 2A, 2B, 2C i 2D i la resta així com els equips nouvinguts foren reubicats a la Divisió 3.
A la Divisió 1, els grups de 6 equips suposen més partits i més desplaçaments, ja que una fracció significativa dels jugadors es pressuposa que són professionals o semi-professionals (el que significa que els partits són, tan sovint com sigui possible, programats segons el calendari de la World Rugby en les finestres de temps en què els clubs han d'alliberar els jugadors dels torneigs nacionals). amb el nou sistema, tan sols un equip puja de divisió i un és relegat cada dos anys (cosa que fa que les competicions són més estables).
A la divisió 2, els grups tenen 5 equips cadascun (en general significa un partit a casa i un altre partit fora de casa a la tardor, i el mateix a la primavera, per a cada equip), se suposa que la majoria dels jugadors són amateurs. El sistema de competició estableix que bianualment el primer ascendeix a la categoria superior, i el darrer classificat descendeix automàticament a la categoria inferior, però a més a més el 2n classificat (a excepció de la categoria 2A) juga una promoció contra el 4t classificat de la divisió superior. D'aquesta manera una divisió pot veure's renovada fins a un màxim de 4 equips en un any. A la divisió 3, es sol reunir tots els equips en una població concreta i disputar tots els torneigs. El millor equip biannual, ascendeix a la divisió 2D.

## Torneigs Predecessors[1]

### Torneig FIRA (1936–1938)
| Any  | Seu      | Guanyador | Segona posició | Tercera posició |
| ---- | -------- | --------- | -------------- | --------------- |
| 1936 | Berlín   | França    | Alemanya       | Itàlia          |
| 1937 | París    | França    | Itàlia         | Alemanya        |
| 1938 | Bucarest | França    | Alemanya       | Romania         |

### Rugby Union European Cup (1952–1954)
| Any  | Guanyador | Segona posició | Tercera posició        |
| ---- | --------- | -------------- | ---------------------- |
| 1952 | França    | Itàlia         | Plantilla:West Germany |
| 1954 | França    | Itàlia         | Espanya                |

### FIRA Nations Cup (1965–1973)
| Any       | Guanyador | Segona posició | Tercera posició |
| --------- | --------- | -------------- | --------------- |
| 1965–1966 | França    | Itàlia         | Romania         |
| 1966–1967 | França    | Romania        | Itàlia          |
| 1967–1968 | França    | Romania        | Txecoslovàquia  |
| 1968–1969 | Romania   | França         | Txecoslovàquia  |
| 1969–1970 | França    | Romania        | Itàlia          |
| 1970–1971 | França    | Romania        | Marroc          |
| 1971–1972 | França    | Romania        | Marroc          |
| 1972–1973 | França    | Romania        | Espanya         |

### FIRA Trophy (1973–1997)
| Any       | Guanyador | Segona posició | Tercera posició |
| --------- | --------- | -------------- | --------------- |
| 1973–1974 | França    | Romania        | Espanya         |
| 1974–1975 | Romania   | França         | Itàlia          |
| 1975–1976 | França    | Itàlia         | Romania         |
| 1976–1977 | Romania   | França         | Itàlia          |
| 1977–1978 | França    | Romania        | Espanya         |
| 1978–1979 | França    | Romania        | Unió Soviètica  |
| 1979–1980 | França    | Romania        | Itàlia          |
| 1980–1981 | Romania   | França         | Unió Soviètica  |
| 1981–1982 | França    | Itàlia         | Romania         |
| 1982–1983 | Romania   | Itàlia         | Unió Soviètica  |
| 1983–1984 | França    | Romania        | Itàlia          |
| 1984–1985 | França    | Unió Soviètica | Itàlia          |
| 1985–1987 | França    | Unió Soviètica | Romania         |
| 1987–1989 | França    | Unió Soviètica | Romania         |
| 1989–1990 | França    | Unió Soviètica | Romania         |
| 1990–1992 | França    | Itàlia         | Romania         |
| 1992–1994 | França    | Itàlia         | Romania         |
| 1995–1997 | Itàlia    | França         | Romania         |

## Divisions
| * | Equip que prové d'una divisió inferior |
| † | Equip que prové d'una divisió superior |
| ‡ | Nouvingut                              |

| Division 1A | J | G | Pts |
| ----------- | - | - | --- |
| Geòrgia     | 5 | 5 | 21  |
| Romania     | 5 | 3 | 15  |
| Espanya     | 5 | 3 | 14  |
| Rússia      | 5 | 3 | 13  |
| Portugal    | 5 | 1 | 5   |
| Alemanya*   | 5 | 0 | 1   |

| Division 1B    | J | G | Pts |
| -------------- | - | - | --- |
| Moldàvia       | 5 | 3 | 16  |
| Bèlgica†       | 3 | 3 | 12  |
| Polònia        | 3 | 2 | 9   |
| Països Baixos* | 3 | 1 | 6   |
| Ucraïna        | 3 | 1 | 5   |
| Suècia         | 3 | 0 | 0   |

| Division 2A | J | G | Pts |
| ----------- | - | - | --- |
| Txèquia†    | 2 | 2 | 10  |
| Croàcia     | 2 | 1 | 7   |
| Suïssa      | 2 | 1 | 5   |
| Malta       | 2 | 1 | 4   |
| Israel*     | 2 | 0 | 0   |

| Division 2B | J | G | Pts |
| ----------- | - | - | --- |
| Lituània†   | 2 | 2 | 10  |
| Letònia     | 2 | 2 | 9   |
| Xipre*      | 2 | 1 | 4   |
| Hongria*    | 2 | 0 | 2   |
| Andorra     | 2 | 0 | 0   |

| Division 2C | J | G | Pts |
| ----------- | - | - | --- |
| Eslovènia   | 2 | 2 | 9   |
| Luxemburg*  | 2 | 2 | 9   |
| Àustria     | 2 | 1 | 5   |
| Dinamarca†  | 2 | 0 | 2   |
| Sèrbia†     | 2 | 0 | 0   |

| Division 2D          | J | G | Pts |
| -------------------- | - | - | --- |
| Bòsnia i Hercegovina | 2 | 2 | 9   |
| Finlàndia            | 2 | 1 | 5   |
| Bulgària†            | 2 | 1 | 5   |
| Noruega              | 2 | 1 | 4   |
| Turquia*             | 2 | 0 | 2   |

| Division 3  | J | G | Pts |
| ----------- | - | - | --- |
| Belarús‡    | 0 | 0 | 0   |
| Estònia‡    | 0 | 0 | 0   |
| Grècia†     | 0 | 0 | 0   |
| Montenegro‡ | 0 | 0 | 0   |
| Eslovàquia  | 0 | 0 | 0   |

Actualitzat a 13 de maç de 2015.

## Competicions paral·leles
De la mateixa manera que al Torneig de les Sis Nacions amb la Copa Calcuta o al The Rugby Championship amb la Bledisoe Cup, entra d'altres exemples, a la European Nations Cup també es juguen competicions entre dos equips que es dirimeixen amb el seu enfrontament durant el torneig.
- Copa Viriato: Entre Portugal i Espanya.
- Copa de les dues Ibèries: Entre Geòrgia i Espanya.
- El tresor de Lipovens: Entre Romania i Rússia.
- Antim Cup: Entre Romania i Geòrgia.
- Copa l'or de Moscou: Entre Rússia i Espanya
- Coltan Cup: entre Portugal i Bèlgica.
- Copa de la Columna de Trajà: Entre Espanya i Romania.
- Suebi Bowl: Entre Alemanya i Portugal.